# Líza na větvi
Líza na větvi (v anglickém originále Lisa the Treehugger) je 4. díl 12. řady (celkem 252.) amerického animovaného seriálu Simpsonovi. Scénář napsal Matt Selman a díl režíroval Steven Dean Moore. V USA měl premiéru dne 19. listopadu 2000 na stanici Fox Broadcasting Company a v Česku byl poprvé vysílán 3. září 2002 na stanici ČT1.

## Děj
Bart si chce pořídit nejnovější herní konzoli, jenže Marge ani Homer mu nedají peníze a sám žádné nemá, a tak si začne shánět nějaký přivýdělek. Nakonec se mu podaří získat práci v holičství, kde začne vypomáhat, jenže majitel mu zaplatí obálkou plnou vlasů. Jeho hledání tedy začíná nanovo. Když prochází kolem thajské restaurace, nabídne mu zničehonic její provozovatel, aby pro něj roznášel thajské menu. I když se to Bartovi nejdřív zdá jako snadná věc, brzy to chce vzdát, ovšem majitel restaurace ho vycvičí, aby byl schopen roznášet lístky s menu i do takových nebezpečných míst, jakým je panství Montgomeryho Burnse.
Bart má nakonec tolik peněz, že si může dovolit pozvat celou rodinu do Šáša Burgeru. Plán jim ale překazí demonstranti na střeše jejich oblíbeného podniku, kteří protestují proti kácení pralesů kvůli pastvinám pro dobytek. Vůdce demonstrantů Jesse Grass je zatčen a odvezen v poutech, ještě předtím si s ním ale stačí Líza krátce promluvit a do hezkého mladíka se zakouká.
Další den se Líza rozhodne mladíka navštívit na policejní stanici, kde je stále zadržován. Dozvídá se například, že cvičí jógu, je ultravegan a kompostuje přímo v kapse svých kalhot. Večer se Líza zúčastní schůze sdružení Děti hlíny, které pomáhá chránit planetu a jehož členem je i Jesse. Hlavním bodem programu je zpráva, že starosta Quimby tajně vydražil nejstarší Springfieldskou sekvoj. Ta byla prodána Bohatému Texasanovi, který ji hodlá porazit. Možnost, jak pokácení sekvoje zabránit je, že na ni nějaký dobrovolník vyšplhá a zůstane do doby, než bude od záměru sekvoji pokácet upuštěno. Tohoto úkolu se zhostí Líza, aby získala Jesseho sympatie.
Líza nejdříve drží hlídku, jenže po čase ji přemůže stesk a jen na skok odběhne domů. Probudí se až druhý den ráno, jelikož spolu s ostatními členy rodiny usnula u krbu. Co nejrychleji se vrací k sekvoji, ale ta je k jejímu zděšení pokácená. Později se ze zpráv dozvídá, že za zkázu stromu nemohou lidé, ale blesk, který přitáhl Lízin železný kbelík na laně, jenž jí sloužil k tomu, aby jí mohli nahoru na sekvoj posílat jídlo a jiné věci.
Protože si všichni kromě její rodiny myslí, že v době, kdy do stromu uhodil blesk, byla na něm, považují Lízu za mrtvou a na místě, kde strom stál, vytvoří památník. Mezitím Bart a Homer využívají předností, které jim jsou poskytovány jako truchlícím pozůstalým, a dokonce ani Líza zprvu nestojí o to, aby se zjistilo, že je naživu. V tom případě by byl totiž celý okolní les vykácen, jelikož na její památku Bohatý Texasan hodlá místo zábavního parku v okolním lese vytvořit Přírodní rezervaci Lízy Simpsonové. Svůj slib ovšem nakonec nedodrží a přese všechno chce postavit zábavní park. V tu chvíli už Líza nehodlá dál lhát a morálně rozhořčená se ukáže na veřejnosti, při slavnostním shromáždění u pozůstatků sekvoje, která je nyní držena lany a na jejímž vrcholku je umístěna Lízina obří hlava s neonovým nápisem Lízin park. Ve chvíli, kdy se Bohatého Texasana ptá, jestli se nestydí, začne Jesse kleštěmi přestříhávat lana držící sekvoji, ta padá a uhání z kopce kamsi do dáli, přičemž zničí několik budov.
V závěru Líza navštěvuje Jesseho v cele, protože ho opět zatkli. I tak ovšem stále brání planetu a navrhl elektrické křeslo na solární pohon. Líza slibuje, že mu bude psát dopisy, čímž si z vděčnosti vyslouží pusu.

## Produkce
Díl napsal Matt Selman a režíroval jej Steven Dean Moore. Je založen na příběhu, který Selman slyšel v rádiu o Julii Butterfly Hillové, americké aktivistce a ochránkyni životního prostředí, která v letech 1997–1999 žila více než dva roky v tisíciletém kalifornském sekvojovci známém jako Luna, aby zabránila dřevorubcům v jeho pokácení. Postava Jesseho Grasse byla pojmenována podle Selmanova bratra Jesseho Selmana, který se podle Matta chová velmi podobně jako Jesse Grass. Příjmení pochází z bluegrassové kapely Jesseho Selmana, která se jmenuje Grass. V roli Jesseho Grasse v epizodě hostoval kanadsko-americký herec Joshua Jackson. Ačkoli hostující hvězdy většinou nahrávají své repliky s herci seriálu, Jackson tak neučinil. Díl měl původně jiný, komplikovanější konec než ten, který je vidět v epizodě. Konečná verze byla přidána na poslední chvíli produkce.
Roland Kelts ve své knize Japanamerica: How Japanese Pop Culture Has Invaded the U.S. z roku 2007 analyzoval scény ze začátku epizody, v nichž Bart věší na dveře thajské restaurace jídelní lístky. Tyto scény odkazují na film Matrix. Kelts napsal: „Bart potřebuje peníze na nákup japonské herní konzole, a tak vezme práci roznášení letáků pro thajskou restauraci. Rychle se naučí bojovému umění, aby mohl jídelní lístky roznášet nenápadně jako nindža. Běhá bokem podél stěn a jeho akce doprovází staccatové zvuky. V jednu chvíli se scéna zastaví, on visí ve vzduchu a „kamera“ se kolem něj otáčí o 360 stupňů. Epizoda pochází z roku 2000, tedy rok poté, co vzhled a atmosféra Matrixu pronikly do diváckého povědomí a tvůrci Simpsonových si je velmi obratně přivlastnili do svého šotu.“.

## Vydání a přijetí
Epizoda byla původně vysílána na stanici Fox ve Spojených státech 19. listopadu 2000. 18. srpna 2009 vyšla na DVD jako součást boxu The Simpsons – The Complete Twelfth Season. Na audiokomentáři k epizodě na DVD se podíleli členové štábu Mike Scully, Ian Maxtone-Graham, Matt Selman, Don Payne, Tom Gammill, Tim Long, Yeardley Smithová a Steven Dean Moore. Na box setu byly také zařazeny vymazané scény z epizody.
Po odvysílání se díl setkal s vesměs pozitivními reakcemi kritiků. 
Colin Jacobson z DVD Movie Guide díl označil za „pravděpodobně nejlepší díl“ řady a dodal: „První akt si vede nejlépe, protože se mi líbí Margina melodie o šetření, a ‚Menu Boy‘ nabízí chytrou parodii na akční filmy založené na bojových uměních. Díl se dostane do menšího útlumu, když se Líza začne chovat ekologicky, ale docela rychle se odrazí ode dna a scény s utíkající kládou potěší.“.
Kritik serveru Den of Geek Matt Haigh ve své recenzi box setu uvedl epizodu jako jeden z vrcholů dvanácté řady.
Jon Perks z deníku The Birmingham Post vyzdvihl tuto epizodu v článku zmiňujícím DVD s dvanáctou řadou a napsal, že stejně jako ostatní díly řady i Líza na větvi „určitě vykouzlí úsměv na tváři každému“.